# Сисонке
Сисонке (зулу Sisonke) — район провинции Квазулу-Натал (ЮАР). Название района в переводе с языка зулу означает «Мы вместе». Административный центр — Иксопо. По данным переписи 2001 года большинство населения района говорит на языке зулу.

## Административное деление
В состав района Сисонке входят пять местных муниципалитетов:
- Ингве (местный муниципалитет)
- Убухлебезве (местный муниципалитет)
- Большой Кокстад (местный муниципалитет)
- Ква Сани (местный муниципалитет)
- Умзимкхулу (местный муниципалитет)